# Antoine Henri Becquerel
Antoine Henri Becquerel (París, 15 de desembre de 1852 - Le Croisic, 25 d'agost de 1908) fou un físic francès, descobridor de la radioactivitat i guardonat amb el Premi Nobel de Física l'any 1903. La unitat per a mesurar l'activitat radioactiva en el sistema internacional d'unitats, el Becquerel s'anomenat amb el seu cognom en el seu honor.

## Biografia

### Primers anys de vida
Becquerel va néixer el 15 de desembre de 1852 a París, França, en una família adinerada que va donar lloc a quatre generacions de físics notables, incloent l'avi de Becquerel (Antoine César Becquerel, un dels fundadors de l'electroquímica), el pare (Alexandre-Edmond Becquerel, que va estudiar la llum i la fosforescència i inventà la fosforoscòpia) i el fill (Jean Becquerel). Henri va començar la seva educació assistint al Liceu Louis-le-Grand, una escola preparatòria de París. Va estudiar enginyeria a l'École polytechnique i a l'École des ponts ParisTech.

### Carrera
Als primers anys de la carrera de Becquerel, es va convertir en el tercer de la seva família a ocupar la càtedra de física al Museu Nacional d'Història Natural (França) el 1892. Més tard, el 1894, Becquerel es va convertir en enginyer en cap del Departament de Ponts i Carreteres abans de començar amb els seus primers experiments. Els primers treballs de Becquerel es van centrar en el tema de la seva tesi doctoral: la polarització plana de la llum, amb el fenomen de la fosforescència i l'absorció de la llum per part dels cristalls. Al començament de la seva carrera, Becquerel també va estudiar els camps magnètics de la Terra. El 1895, va ser nomenat professor a l'École Polytechnique.
El descobriment de Becquerel de la radioactivitat espontània és un exemple famós de serendipitat, de com l'atzar afavoreix la ment preparada. Becquerel feia temps que estava interessat en la fosforescència, l'emissió de llum d'un color després de l'exposició d'un cos a la llum d'un altre color. A principis de 1896, hi va haver una onada d'emoció després del descobriment de raigs X per part de Wilhelm Conrad Röntgen el 5 de gener. Durant l'experiment, Röntgen «va trobar que els tubs de Crookes que havia estat utilitzant per estudiar els raigs catòdics emetien un nou tipus de raig invisible que era capaç de penetrar a través del paper negre». El coneixement del descobriment de Röntgen a principis d'aquell any durant una reunió de l'Acadèmia Francesa de les Ciències va fer que Becquerel s'interessés, i aviat "va començar a buscar una connexió entre la fosforescència que ja havia estat investigant i els raigs X recentment descoberts" de Röntgen, i va pensar que materials fosforescents, com ara alguns raigs X d'urani, podrien emetre una radiació solar brillant com l'urani.
El maig de 1896, després d'altres experiments amb sals d'urani no fosforescents, va arribar a l'explicació correcta, és a dir, que la radiació penetrant provenia del mateix urani, sense necessitat d'excitació per una font d'energia externa. Va seguir un període d'intensa investigació sobre la radioactivitat, inclosa la determinació que l'element tori també és radioactiu i el descobriment d'elements radioactius addicionals poloni i radi per part de Marie Curie i el seu marit Pierre Curie. La recerca intensiva de la radioactivitat va portar a Becquerel a publicar set articles sobre el tema el 1896. Els altres experiments de Becquerel li van permetre investigar més sobre la radioactivitat i esbrinar diferents aspectes del camp magnètic quan la radiació s'introdueix al camp magnètic. "Quan es van posar diferents substàncies radioactives al camp magnètic, es van desviar en diferents direccions o gens, demostrant que hi havia tres classes de radioactivitat: negativa, positiva i elèctricament neutra".
Com passa sovint a la ciència, la radioactivitat va estar a prop de ser descoberta gairebé quatre dècades abans, el 1857, quan Abel Niépce de Saint-Victor, que investigava la fotografia amb Michel Eugène Chevreul, va observar que les sals d'urani emetien radiacions que podrien enfosquir les emulsions fotogràfiques. El 1861, Niepce de Saint-Victor es va adonar que les sals d'urani produeixen "una radiació que és invisible als nostres ulls". Niepce de Saint-Victor va conèixer Edmond Becquerel, el pare d'Henri Becquerel. El 1868, Edmond Becquerel va publicar un llibre, La lumière: ses causes et ses effets (Llum: les seves causes i els seus efectes). A la pàgina 50 del volum 2, Edmond va assenyalar que Niepce de Saint-Victor havia observat que alguns objectes que havien estat exposats a la llum solar podien exposar plaques fotogràfiques fins i tot a la foscor. Niepce va assenyalar, a més, que, d'una banda, l'efecte es reduïa si es col·locava una obstrucció entre una placa fotogràfica i l'objecte que havia estat exposat al sol, però "... d'altra banda, la substància s'exposa fàcilment a l'efecte que el sol s'augmenta de tal manera que la superfície s'exposa fàcilment a la llum, com nitrat d'urani....

#### Experiments

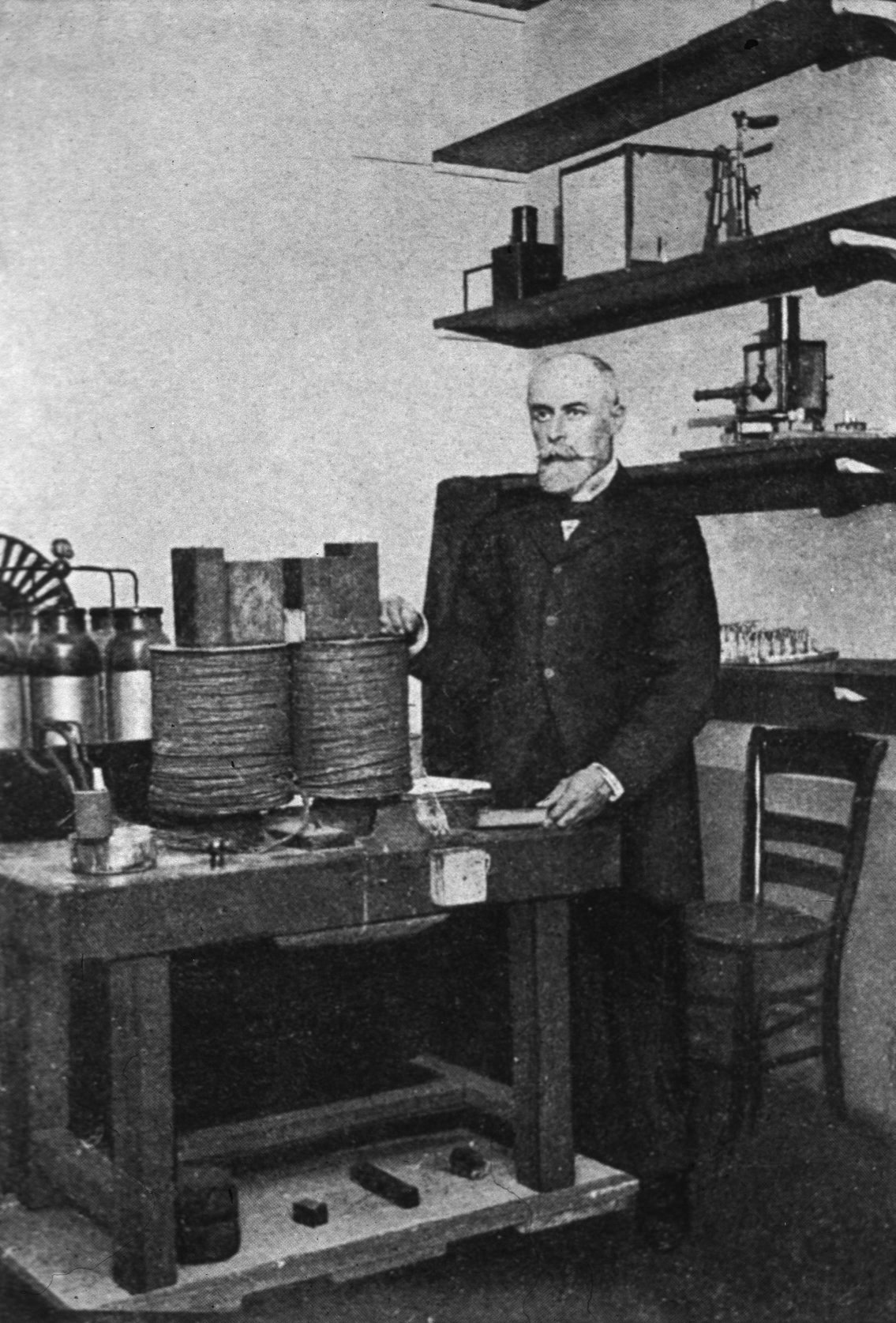
Becquerel al laboratori

Descrivint-los a l'Acadèmia Francesa de Ciències el 27 de febrer de 1896, va dir:
| « | S'embolica una placa fotogràfica Lumière amb una emulsió de bromur en dos fulls de paper negre molt gruixut, de manera que la placa no s'ennuvoli en estar exposada al sol durant un dia. Un col·loca sobre el full de paper, a l'exterior, una llosa de la substància fosforescent, i s'exposa el conjunt al sol durant diverses hores. Quan després es desenvolupa la placa fotogràfica, es reconeix que la silueta de la substància fosforescent apareix en negre al negatiu. Si hom col·loca entre la substància fosforescent i el paper una moneda o una pantalla metàl·lica perforada amb un disseny retallat, veurà com apareix la imatge d'aquests objectes al negatiu. ... D'aquests experiments s'ha de concloure que la substància fosforescent en qüestió emet raigs que travessen el paper opac i redueixen les sals de plata. | » |

Però més experiments el van portar a dubtar i després a abandonar aquesta hipòtesi. El 2 de març de 1896 va informar:
| « | Insistiré especialment en el fet següent, que em sembla força important i més enllà dels fenòmens que hom podria esperar observar: les mateixes crostes cristal·lines [de uranilsulfat de potassi], disposades de la mateixa manera respecte a les plaques fotogràfiques, en les mateixes condicions i a través de les mateixes pantalles, però a l'abric de l'excitació dels raigs incidents i conservades a la foscor, continuen produint les mateixes imatges fotogràfiques. Així és com em van portar a fer aquesta observació: entre els experiments anteriors, alguns s'havien preparat el dimecres 26 i el dijous 27 de febrer, i com que el sol només sortia de manera intermitent aquests dies, vaig mantenir els aparells preparats i vaig tornar els estoigs a la foscor d'un calaix d'oficina, deixant al seu lloc les sals d'urani de les crostes d'urani. Com que el sol no va sortir els dies següents, vaig desenvolupar les plaques fotogràfiques l'1 de març, esperant trobar les imatges molt febles. En canvi les siluetes van aparèixer amb gran intensitat... Una hipòtesi que es presenta a la ment amb prou naturalitat seria suposar que aquests raigs, els efectes dels quals tenen una gran similitud amb els efectes produïts pels raigs estudiats per M. Lenard i M. Röntgen, són raigs invisibles emesos per fosforescència i que persisteixen infinitament més que la durada dels raigs lluminosos emesos per aquests cossos. Tanmateix, els presents experiments, sense ser contraris a aquesta hipòtesi, no justifiquen aquesta conclusió. Espero que els experiments que estic duent a terme en aquest moment puguin aportar algun aclariment a aquesta nova classe de fenòmens. | » |

### Carrera tardana
Més tard a la seva vida, l'any 1900, Becquerel va mesurar les propietats de les partícules beta, i es va adonar que tenien les mateixes mesures que els electrons d'alta velocitat que surten del nucli. L'any 1901 Becquerel va descobrir que la radioactivitat es podia fer servir per a la medicina. Henri va fer aquest descobriment quan va deixar un tros de radi a la butxaca de l'armilla i es va adonar que l'havia cremat. Aquest descobriment va donar lloc al desenvolupament de la radioteràpia que ara s'utilitza per tractar el càncer. Becquerel no va sobreviure molt més després del seu descobriment de la radioactivitat i va morir el 25 d'agost de 1908, als 55 anys, a Le Croisic, França. La seva mort va ser per causes desconegudes, però es va informar que "havia desenvolupat greus cremades a la pell, probablement per la manipulació de materials radioactius".
El 1874, Henri es va casar amb Lucie Zoé Marie Jamin, que moriria mentre donava a llum el seu fill, Jean. El 1890 es va casar amb Louise Désirée Lorieux.

## Estudis científics
Professor del Museu d'Història Natural el 1892, el tercer membre de la seva família a fer-ho, fou nomenat el 1895 també professor de l'École Polytechnique el 1895.
L'any 1896, va descobrir accidentalment una nova propietat de la matèria que, posteriorment, es va denominar radioactivitat; aquest descobriment es va succeir durant la seva investigació sobre la fluorescència. Continuant els treballs de Wilhelm Röntgen, en col·locar sals d'urani sobre una placa fotogràfica en una zona fosca, va comprovar que l'esmentada placa s'ennegria. Les sals d'urani emetien una radiació capaç de travessar papers negres i altres substàncies opaques a la llum ordinària. Aquests raigs es van denominar en un principi raigs B en honor del seu descobridor.
A més, va realitzar investigacions sobre la fosforescència, espectroscòpia i l'absorció de la llum.
L'any 1903, fou guardonat amb el Premi Nobel de Física conjuntament amb Pierre Curie i Marie Curie, en reconeixement dels seus extraordinaris serveis pel descobriment de la radioactivitat espontània.
Antoine Henri Becquerel es morí el 25 d'agost de 1908, a l'edat de 55 anys, a la seva residència de Le Croisic, a la Bretanya. La seva mort va ser per causes desconegudes, però es va informar que "havia desenvolupat greus cremades a la pell, probablement per la manipulació de materials radioactius".

## Reconeixements
En el seu honor, s'ha anomenat Becquerel la unitat per a mesurar l'activitat radioactiva en el sistema internacional d'unitats.
En honor seu, també s'ha anomenat el cràter Becquerel a la Lluna, i el cràter Becquerel de Mart. El mineral a base d'urani becquerelita va rebre el nom per ell. El planeta menor 6914 Becquerel rep el seu cognom en el seu honor.